# Стапель (суднобудування)

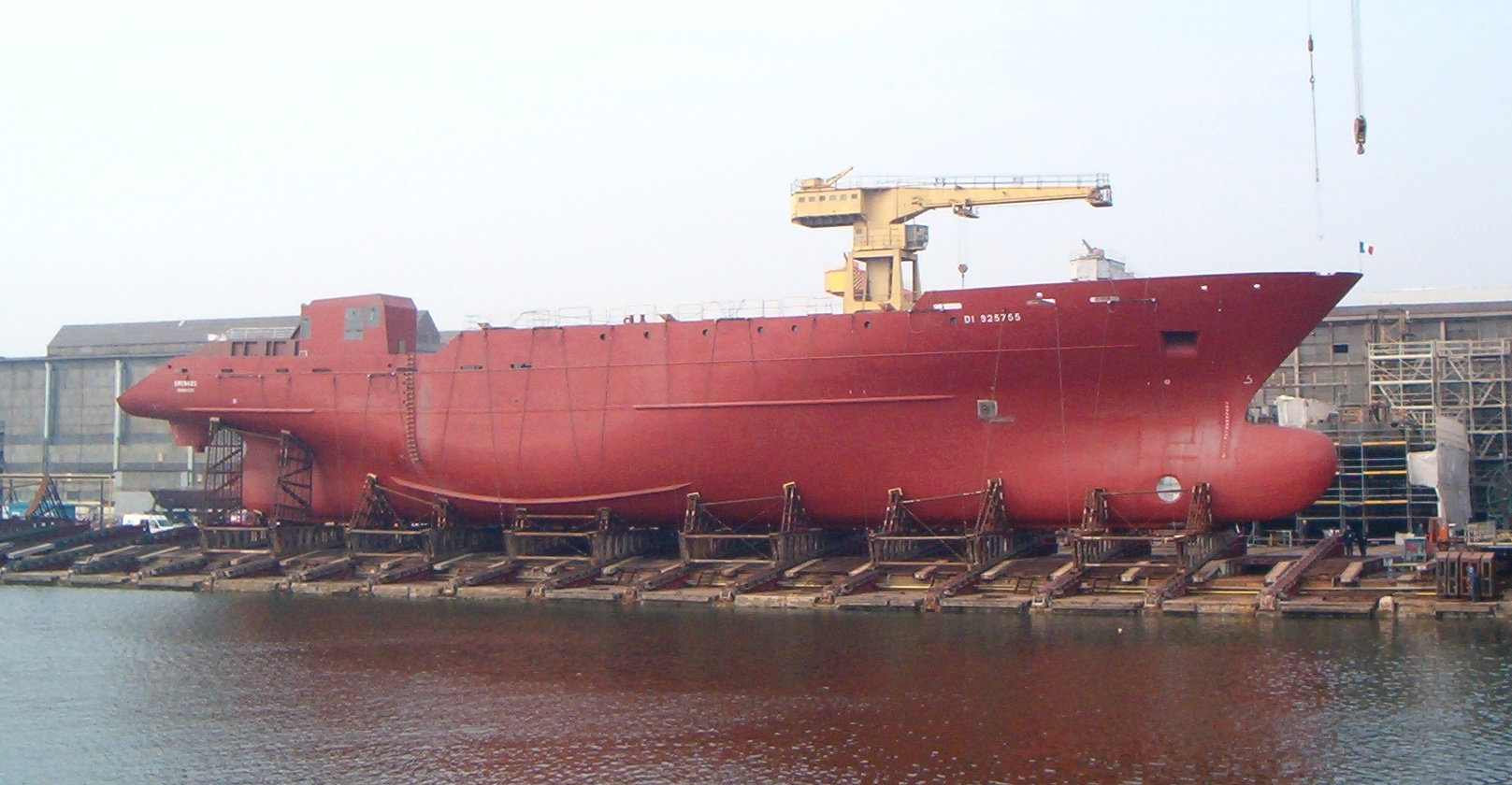
Судно на поперечному стапелі до спуску

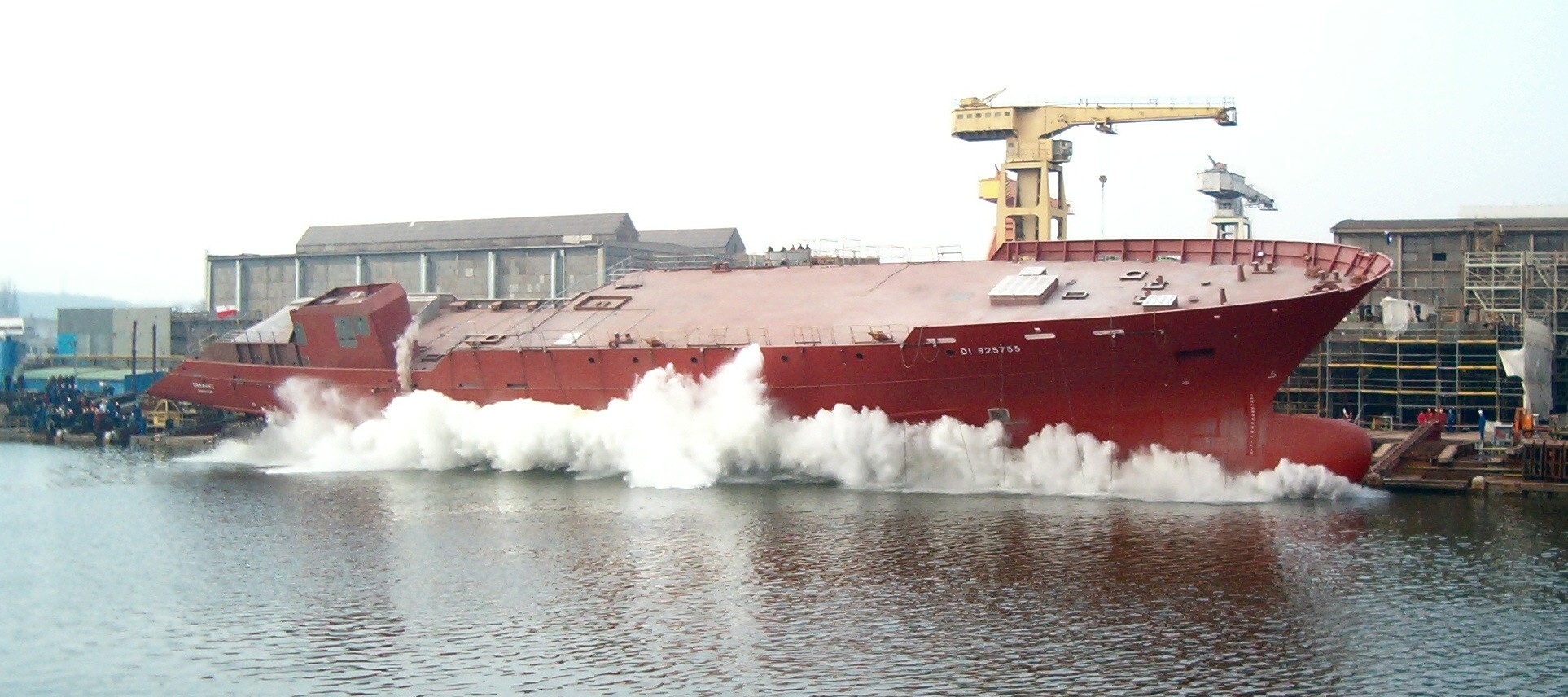
Спуск судна з поперечного стапеля

Ста́пель (від нід. stapel) — нахилений до води й відповідно обладнаний майданчик елінга, що є залізобетонним, кам'яним або дерев'яним фундаментом з високими опорами (кільблоками), а також вантажопідйомним та іншим устаткуванням, на якому будують, ремонтують і з якого спускають на воду судна.

## Будівництво судна на стапелі
Будівництво судна на стапелі починається з закладки судна. Як правило, будівництво судна на стапелі здійснюють шляхом збирання з готових блоків і секцій, виготовлених в спеціалізованих цехах. Можливість виготовлення блоків і секцій «під дахом» дозволяє підвищити якість їх збирання та скоротити час перебування судна на стапелі. Одночасно зі складанням корпусу відбувається монтаж великогабаритного обладнання.
Процес побудови судна на стапелі завершується спуском судна. Після спуску судна виконається його добудовування та дооснащення на плаву. Після спуску судна на стапелі відбувається закладання наступного судна, таким чином кількість стапелів та термін перебування судна на стапелі визначають продуктивність верфі, або судно- чи кораблебудівного заводу. За способом спускання судна стапелі поділяються на поперечні та поздовжні.

## Поперечний стапель
Поперечні стапелі розташовані паралельно до берегової лінії. У процесі спуску судна з поперечного стапеля воно рухається уздовж своєї поперечної осі.

## Поздовжній стапель
Поздовжні стапелі розташовані перпендикулярно до берегової лінії. У процесі спуску судна з поздовжнього стапеля воно рухається уздовж своєї поздовжньої осі.

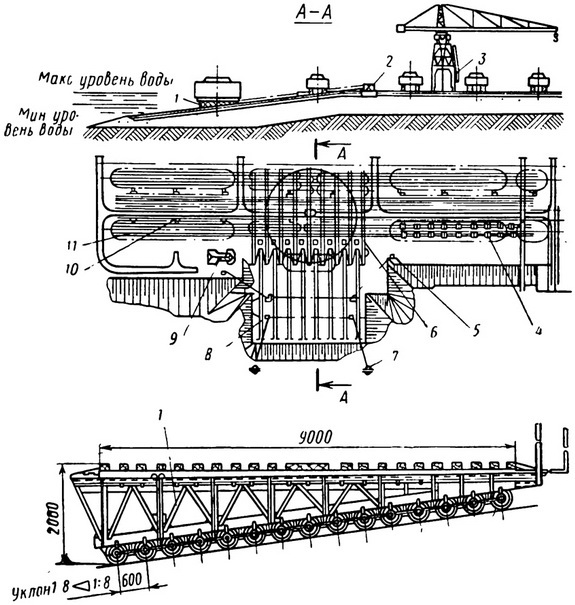
Схема поперечного гребінчастого сліпа: 1 — косяковий візок, 2 — тягова електролебідка, 3 — підйомний кран, 4 — стапельні візки, 5 — електрошпиль, 6 — поперечні рейкові колії, 7 — причальна бочка, 8 — рейкова колія похилої частини, 9 — центральний пульт, 10 — електророздавальні колонки, 11 — поздовжні рейкові колії

## Сліп
Сліп (від англ. slipway — «ковзкий шлях, ковзальний шлях») — пристрій у вигляді похилої площини зі спеціальним пристроєм для спускання на воду суден і підводних човнів та витягування їх на берег. Частіше за все сліп являє собою похилий береговий майданчик з рейковими коліями, по яких пересуваються візки за допомогою лебідок.
Поздовжні сліпи мають тільки похилу площину без горизонтальної частини. Судно спускають на воду (або підіймають з води) носом або кормою вперед, а діаметральна площина розташовується вздовж колій. Зараз цей тип сліпів застосовують для суден малої водотоннажності (до 2000 т).
Поперечні сліпи мають похилу площину з прилеглою до неї горизонтальною частиною. Судно спускають на воду (або підіймають з води) бортом. Цей тип сліпів застосовують для суден середньої водотоннажності (до 10000 т).
На траулерах і китобійних суднах сліп — похила площина для витягування трала й китів із води на верхню палубу.